# Chad Everett
Raymon Lee Cramton, conegut artísticament com a Chad Everett (South Bend, Indiana, 11 de juny de 1936 - Los Angeles, Califòrnia, 24 de juliol de 2012) va ser un actor estatunidenc.

## Biografia
Actor que va desenvolupar fonamentalment la seva carrera en televisió, el seu primer paper rellevant es remunta a un episodi de la sèrie de detectives Surfside 6 en 1960. Un any després, fa el salt a la gran pantalla amb la pel·lícula Claudelle Inglish, a la qual seguirien la sèrie The Dakotas (1963).
Després d'aparèixer en diverses pel·lícules i sèries de televisió durant la segona meitat de la dècada de 1960, obté el paper que li proporcionaria la seva major popularitat, el del Dr. Joe Gannon en la sèrie Medical Center (Centre Mèdic) en 1969. Everett va interpretar el personatge durant set anys, fins a 1976. La seva interpretació li va valer sengles nominacions als Premis Globus d'Or (en 1971 i 1973), així com al premi TP d'Or 1972 al millor actor estranger, atorgat a Espanya.
Després de la cancel·lació de la sèrie que li va proporcionar fama a nivell mundial, l'actor va mantenir una continuada carrera sobretot en televisió, intervenint de manera episòdica en desenes de títols com Centennial (1978), The Love Boat (1986), Hotel (1987), Murder, She Wrote (1990-1991) o Melrose Place (1998).
Va morir a l'edat de setanta-sis anys a Los Angeles a causa d'un càncer de pulmó que se li havia diagnosticat 18 mesos abans.

## Vida personal
Chad Everett va enviduar en 2011 de l'actriu Shelby Grant, morta d'un aneurisma, amb la qual va estar casat durant quaranta-cinc anys des que es van casar a Tucson (Arizona) el 22 de maig de 1966. Va tenir dues filles, Katherine i Shannon Everett, i sis nets.

## Filmografia i televisió
- Claudelle Inglish (1961) com a Linn Varner
- Lawman (1961, sèrie de televisió) com a Cole Herod / Jim Austin
- 77 Sunset Strip (1962, sèrie de televisió) com a Ross / Anthony Chase / Mark Adams
- Rome Adventure (1962) com a Young Man
- The Chapman Report (1962) com a Bob Jensen
- The Dakotas (1962-1963, sèrie de televisió) com a Deputy Del Stark
- Get Yourself A College Girl (1964) com a Gary Underwood
- Branded (1965, sèrie de televisió) com a Adam Manning / Tad Manning
- Combat! (1965, sèrie de televisió) com a Steve Kovac
- Made in Paris (1966) com a Ted Barclay
- The Singing Nun (1966) com a Robert Gerarde
- Johnny Tiger (1966) com a Johnny Tiger
- First to Fight (1967) com a Sgt. Jack Connell
- Return of the Gunfighter (1967) com a Lee Sutton
- The Last Challenge (1967) com a Lot McGuire
- The Impossible Years (1968) com a Richard Merrick
- Medical Center (1969–1976, sèrie de televisió) com a Dr. Joe Gannon
- Ironside (1969, sèrie de televisió) com a Larry Van Druten
- The Firechasers (1971) com a Quentin Barnaby
- Give Me My Money (1977)
- Centennial (1978-1979, minisèrie) com a Major Maxwell Mercy
- The French Atlantic Affair (1979, minisèrie) com a Harold Columbine
- Hagen (1980, sèrie de televisió) com a Paul Hagen
- The Intruder Within (1981, telefilm) com a Jake Nevins
- Airplane II: The Sequel (1982) com a Simon Kurtz
- The Rousters (1983-1984, sèrie de televisió) com a Wyatt Earp III
- Malibu (1983, telefilm) com a Art Bonnell
- Fever Pitch (1985) com a The Dutchman
- Murder, She Wrote (1986-1993, sèrie de televisió) com a Martin Fraser / Clark Blanchard / Det. Lt. Redick / Kevin Keats
- The Jigsaw Murders (1989) com a Detective Sergeant Joe DaVonzo
- Thunderboat Row (1989, telefilm) com a Ben Bishop
- Heroes Stand Alone (1989) com a Zack Duncan
- McKenna (1994–1995, sèrie de televisió) com a Jack McKenna
- Cybill (1995, sèrie de televisió) com a David Whittier Sr.
- Star Command (1996, telefilm) com a Cmdr. Shane Ridnaur
- Touched by an Angel (1997, Episodi: "Crisis of Faith") com a Rev. Daniel Brewer
- When Time Expires (1997, telefilm) com a Walter Kelly, June's Father
- Just Shoot Me (1997, sèrie de televisió) com a Tom Youngerman
- Psycho (1998) com a Tom Cassidy
- Free Fall (1999) com a Richard Pierce
- Manhattan, AZ (2000, sèrie de televisió) com a Jake Manhattan
- Mulholland Drive (2001) com a Jimmy Katz
- Frank McKlusky, C.I. (2002) com a Doctor (uncredited)
- View from the Top (2003) com a Jack Weston (sense acreditar)
- Tiptoes (2003) com a Kirk
- Wake Up, Ron Burgundy: The Lost Movie (2004) com a Jess Moondragon (cameo)
- The Mountain (2005) com a Toby (pilot)
- E-Ring (2006, sèrie de televisió) com a Gen. Long - Army Chief of Staff
- Cold Case (2006, Episodi: "Forever Blue") com a Jimmy Bruno
- Unspoken (2006) com a Narrador
- Without a Trace (2007, Episodi: "Skin Deep") com a Joseph Pratt
- The Pink Conspiracy (2007) com a Dr. Redbush
- Break (2008) com a The Man
- Supernatural (2009, Episodi: "The Curious Case of Dean Winchester") com a Old Dean Winchester
- Undercovers (2010-2012, sèrie de televisió) com a Professor Joseph Shilling
- No Clean Break (2011, sèrie de televisió) com a The Man
- Chemistry (2011, sèrie de televisió) com a Vic
- Castle (2012, sèrie de televisió) com a Jerry Maddox (aparició final)